# بيل ماك كوتشون
بيل ماك كوتشون (بالإنجليزية: Bill McCutcheon) هو ممثل أمريكي، ولد في 23 مايو 1924 بروسيل في الولايات المتحدة، وتوفي في 9 يناير 2002 في الولايات المتحدة بسبب مرض آلزهايمر.

## أعمال

### أفلام
- (1964) بابا نويل يهزم المريخيين

## وصلات خارجية
- بيل ماك كوتشون على موقع IMDb (الإنجليزية)
- بيل ماك كوتشون على موقع ألو سيني (الفرنسية)
- بيل ماك كوتشون على موقع أول موفي (الإنجليزية)
- بيل ماك كوتشون على موقع قاعدة بيانات برودواي على الإنترنت (الإنجليزية)
- بيل ماك كوتشون على موقع قاعدة بيانات الأفلام السويدية (السويدية)
- بيل ماك كوتشون على موقع قاعدة بيانات الفيلم (الإنجليزية)
- بيل ماك كوتشون على موقع كينوبويسك (الروسية)